# Перга Віталій Михайлович
Віталій Михайлович Перга (21 листопада 1934, Фастів, Київська область, УСРР, СРСР — 13 січня 1994, Київ, Україна) — український радянський науковець, доктор фізико-математичних наук, професор, випускник і проректор (1985—1994) Київського державного університету імені Тараса Шевченка.

## Життєпис

Могила Віталія Перги на Байковому кладовищі

Народився у місті Фастів у родині залізничника, українець. У 1952 році закінчив середню школу № 20 зі срібною медаллю і того ж року вступив на фізичний (пізніше — радіофізичний) факультет Київського державного університету імені Тараса Шевченка, який закінчив у 1957 році.
У 1974 році захистив дисертацію. Видатний педагог і науковий керівник.
У 1977 році здобув вчене звання доцента на кафедрі загальної фізики, у 1989 році — професора.
Понад десять років працював викладачем фізики у фізико-математичній школі № 145 міста Києва (нині Київський природничо-науковий ліцей № 145) — однієї з найвідоміших фізико-математичних шкіл не лише в Україні та країнах близького зарубіжжя, але й у цілому світі.
У 1992—1994 роках очолював Міжгалузевий інститут підвищення кваліфікації і перепідготовки кадрів Київського державного університету імені Тараса Шевченка.
Помер 13 січня 1994 року. Похований поряд з дружиною на Байковому кладовищі (ділянка № 49а).

### Родина
Дружина — Ада Вікторівна Бурдакова, донька — Вікторія Віталіївна Перга, вчитель фізики з багаторічним стажем.